# Wiera Iljina
Wiera Siergiejewna Iljina (ros. Вера Сергеевна Ильина, ur. 20 lutego 1974 w Moskwie) – rosyjska skoczkini do wody. Dwukrotna medalistka olimpijska.
Brała udział w czterech igrzyskach (IO 92 – w barwach Wspólnoty Niepodległych Państw, IO 96, IO 00, IO 04 - jako reprezentantka Rosji), na dwóch zdobywała medale. W 2000 zwyciężyła, a w 2004 była druga w skokach synchronicznych z trzymetrowej trampoliny. Podczas obu startów partnerowała jej Julija Pachalina. Czterokrotnie zdobywała srebro mistrzostw świata. W 1994 była druga w skokach z trzymetrowej trampoliny w rywalizacji indywidualnej, w 1998 w rywalizacji na trampolinie 1 m, w 2001 i 2003 w skokach synchronicznych. Wywalczyła łącznie 15 medali mistrzostw Europy seniorów. W 1991 w barwach ZSRR zajęła drugie miejsce w skokach z trampoliny trzymetrowej, po pozostałe medale sięgnęła jako reprezentantka Rosji (indywidualnie 1 i 3 metrowa trampolina oraz skoki synchroniczne na 3 metrowej).